# کاندا، فوکوئوکا
کاندا، فوکوئوکا (به لاتین: Kanda, Fukuoka) یک منطقهٔ مسکونی در ژاپن است که در استان فوکوئوکا واقع شده‌است. کاندا ۳۵٬۴۰۷ نفر جمعیت دارد.